# Kalininskoje (obwód królewiecki)
Kalininskoje (ros. Калининское) – osiedle w Rosji, w obwodzie królewieckim, w rejonie gusiewskim. W 2010 liczyło 540 mieszkańców.